# Carmine Falcone
Carmine Falcone es un personaje ficticio de DC Comics, retratado como un poderoso jefe de la mafia, enemigo de Batman y amigo de la familia Wayne. Está enfrentado al también mafioso Sal Maroni, quien es un encarnizado enemigo.
Tom Wilkinson lo interpretó en vivo en la película Batman Begins. Falcone también fue interpretado por John Doman en la serie de televisión Gotham. John Turturro interpretó al personaje en The Batman.

## Historial de publicaciones
Carmine Falcone hizo su debut en la historia de cuatro partes Batman: Año uno escrita por Frank Miller y David Mazzucchelli, en 1987.
En los cómics, Falcone es un poderoso jefe de la mafia apodado "El Romano", donde su dominio sobre el crimen organizado de Gotham City es mencionado como "El Imperio Romano" al menos una vez. En Batman: Year One, su ático está diseñado con un estilo arquitectónico romano.
Falcone apareció después en un papel mayor en la miniserie Batman: The Long Halloween de Jeph Loeb y Tim Sale. El personaje está basado en la interpretación de Marlon Brando de Don Vito Corleone de la película de 1972 El Padrino. Loeb declaró en una entrevista que comparó a la familia Falcone con la de la Familia Corleone: el poder y la sabiduría de Falcone similares a Vito Corleone, la personalidad de su hijo Alberto y la apariencia de Fredo Corleone, y el temperamento de su hija Sofía que coincide con el de Sonny Corleone. Por último, la deportación de su hijo mayor Mario a Sicilia, la apariencia física y el deseo de legitimar a la familia Falcone son rasgos que comparte con Michael Corleone.

## Biografía del personaje ficticio
En un flashback en The Long Halloween, el gánster Vincent Falcone lleva a su hijo moribundo, Carmine (a quien su rival, Luigi Maroni, le había disparado varias veces), a Thomas Wayne. Temiendo que Maroni termine el trabajo en un hospital público, le ruega a Wayne, uno de los mejores médicos de la ciudad, que le opere en la Mansión Wayne. Un joven Bruce Wayne ve a su padre salvar la vida de Falcone. Años más tarde, en el funeral de Thomas y Martha Wayne, Carmine Falcone, ahora parte de la familia criminal de su padre, le dice a Bruce que siempre puede pedirle un favor si lo necesita.
En Batman: Year One, Falcone se muestra como la figura más poderosa de Gotham City, con el alcalde no identificado, el ayuntamiento, el comisionado Gillian B. Loeb, el detective Arnold Flass y gran parte de la fuerza policial de Gotham en su bolsillo. Su poder es atacado con la llegada del misterioso justiciero Batman. En una escena, Batman interrumpe públicamente la cena de Falcone para anunciar que todos los asistentes corruptos serán entregados a la justicia. A pesar de los intentos desesperados de Loeb por detenerlo, los ataques de Batman a la organización de Falcone se vuelven aún más descarados; en un momento, Batman invade la casa de Falcone, lo despoja de su ropa interior y lo deja atado a su cama. Humillado, Falcone decide hacer que Batman se mate. Batman es demasiado esquivo, sin embargo, y avergüenza aún más a Falcone al rescatar a una ladrona que se hace llamar Catwoman cuando el mafioso y sus secuaces la atrapan tratando de robarlos. En el proceso, Catwoman deja a Falcone con cicatrices permanentes cuando lo rasca con las garras de metal de su disfraz.
Finalmente, Falcone ordena a su sobrino Johnny Viti que rapte a la familia del detective Jim Gordon, aliado de Batman, pero el intento se frustra. Cuando las investigaciones de Gordon y el fiscal de distrito Harvey Dent comienzan a amenazar su poder, Falcone ordena un golpe infructuoso contra Johnny por temor a que pueda hablar. El golpe fallido hace que la familia Falcone se vea envuelta en una guerra de mafias con la jefa de Viti, Carla, en Chicago, quien a pesar de ser la hermana de Carmine está enfurecida por las acciones de su hermano. La guerra solo sirve para disminuir aún más la influencia de Falcone en Gotham.
Durante The Long Halloween, la debilitada familia Falcone es atacada por un asesino en serie llamado Holiday. Falcone demuestra su astucia utilizando una cuidadosa combinación de asesinato e influencia para proteger a su familia de la investigación policial. La situación cambia cuando Batman y Dent descubren uno de los almacenes de Falcone, que contiene millones en efectivo almacenado. Queman el dinero y le dan un golpe a Falcone que no puede ignorar. Esto lo lleva a tomar medidas desesperadas, contratando "monstruos" disfrazados en la forma de lo que se convierte en la galería de villanos de Batman. Enfurecido por los esfuerzos de Dent para interrumpir sus operaciones (y convencido de que Dent es secretamente Holiday), persuade a su antiguo rival Sal Maroni para matar a Dent mientras es juzgado por asesinato. Falcone hace los arreglos para que Maroni obtenga un vial de ácido, que arroja a Dent durante un procedimiento judicial el 2 de agosto, el cumpleaños de Falcone. El ácido desfigura el lado izquierdo de la cara de Dent, lo que lo convierte en Dos Caras. En el clímax de la historia, Dos Caras lidera el resto de la galería de villanos de Batman (que consta de Catwoman,  Joker, El Sombrerero Loco, Pingüino, Hiedra Venenosa, El Espantapájaros y Solomon Grundy) en una redada del ático privado de Falcone. Dos Caras luego mata personalmente a Falcone luego de lanzar una moneda que aterriza en el lado de la cicatriz. Alberto, el hijo de Falcone, finalmente confiesa todos los asesinatos de Holiday en un intento de ser aceptado en el negocio familiar.
En Batman: Dark Victory, roban la tumba de Falcone y su cuerpo desaparece. Su dedo es cortado y enviado a su hija, Sofia Gigante, la nueva líder de la familia Falcone. Ella reconoce esto como un "mensaje a la vieja usanza", lo que significa que alguien quiere quitarle todo a los Falcones. Alberto es puesto bajo arresto domiciliario para mantenerlo a salvo y comienza a escuchar la voz de su padre en la casa. Al final, el cadáver de la corrupta fiscal de distrito Janice Porter, ex aliada de Carmine, termina en la cama de Alberto mientras duerme. Su padre aparece en un espejo, lo llama fracasado y le insta a que se suicide. Sabiendo que su padre aborrecía el suicidio, Alberto se da cuenta de que la voz es parte de una artimaña y dispara al espejo: la voz de su padre resulta ser el Hombre del Calendario, que luego le dispara mientras intenta escapar. Cuando Batman y Gordon investigan, encuentran pasajes secretos para que el Hombre del Calendario se mueva libremente por la casa. Luego se enteran de que El Espantapájaros había mezclado los cigarrillos de Alberto con la toxina del miedo. Hasta el final no se revela que Dos Caras tiene el cuerpo de Falcone en su poder, habiéndolo congelado usando la tecnología criogénica del Sr. Frío. Selina Kyle visita brevemente la tumba al final de la historia, donde se revela que cree que Falcone es su padre biológico y está decidida a conocer la verdad.

### The New 52
En 2011, "The New 52" reinició la continuidad del universo de DC Comics. Carmine Falcone aparece en el segundo número de Batman Eternal. Se le representa como un ex mafioso decidido a reclamar su imperio después de que el comisionado Gordon, el hombre que le quitó todo, es acusado de asesinato en masa.
El plan de Falcone para retomar el control de Gotham City progresa bien, ya que se muestra que controla al alcalde de Gotham, Sebastian Hardy (quien ha logrado permanecer en el cargo durante cinco años gracias a la influencia de Falcone), mientras que también aprovecha la caída de Gordon para sobornar a miembros del GCPD para hacer su trabajo sucio. Mientras Falcone y el alcalde Hardy instruyen a la policía para que persiga a Batman, los soldados de la familia Falcone comienzan a atacar los escondites de armas que pertenecen a su principal rival, Pingüino.
Se revela al final de la historia que Falcone no estaba al tanto del complot más grande contra Batman, y simplemente se le informó que tendría la oportunidad de atacar mediante una carta anónima que le envió el verdadero cerebro.

### DC Rebirth
En DC Rebirth como parte de la historia de "War of Jokes and Riddles", que tiene lugar después de los eventos de Zero Year, Falcone es contactado por el Joker con instrucciones estrictas para matar al Riddler en una hora. Sus hombres finalmente no logran completar la asignación, lo que lleva al Joker a asesinar a Falcone. El Pingüino luego se hace cargo de sus intereses comerciales en nombre del Joker.

## Familia
Los siguientes son parientes de Carmine Falcone:
- Vincent Falcone – el padre de Carmine y el fundador de la familia criminal Falcone.
- Carla Viti – hermana de Carmine y jefa de la familia criminal Viti en Chicago.
- Louisa Falcone – esposa de Carmine y madre de sus tres hijos. Se desconoce su paradero actual.
- Johnny Viti – hijo de Carla y sobrino de Carmine. Parte de la familia Viti en Chicago.
- Lucia Viti – hija de Carla y sobrina de Carmine.
- Sofia Falcone Gigante – la hija de Carmine que asume el cargo de jefa de la familia Falcone. Mario luego cambia legalmente el nombre de su hermana a Sofia Gigante para poder limpiar el apellido de sus crímenes.
- Alberto Falcone – el hijo inepto de Carmine, que está desesperado por ser aceptado en la familia.
- Mario Falcone – el hijo de Carmine y un exitoso hombre de negocios que busca legitimar a la familia Falcone, incluso si eso significa volverse contra sus hermanos.
- Selina Kyle – la supuesta hija de Carmine, aunque su parentesco nunca se prueba definitivamente.( en la película the long hallowen carmine Falcone al borde de la muerte la llama louisa)
- Kitrina Falcone – la nieta separada de Carmine y una experta escapista que se convierte en la compañera y aprendiz de Catwoman.

## En otros medios

### Televisión
- Carmine Falcone aparece en la serie de televisión Gotham interpretado por John Doman.[11] Se le representa como un veterano Mafia Don que tiene al alcalde Aubrey James (Richard Kind), al comisionado Gillian B. Loeb (Peter Scolari) y a miembros específicos del Departamento de Policía de Gotham City en su bolsillo, así como a Victor Zsasz como asesino a sueldo. También afirma que el difunto padre del detective Jim Gordon (Ben McKenzie), Peter, quien anteriormente se desempeñó como fiscal de distrito de Gotham, también estaba en su nómina. La familia criminal de Falcone incluye asociados como el contador Arthur Penn (Andrew Sellon)[12] y el asesino a sueldo Victor Zsasz (Anthony Carrigan).A lo largo de la primera temporada, Falcone enfrenta varias amenazas a su poder: su lugarteniente Fish Mooney (Jada Pinkett Smith) planea secretamente derrocarlo; Gordon promete derribarlo; y su principal rival Sal Maroni (David Zayas) está invadiendo su territorio. Falcone recluta al criminal de poca monta Oswald Cobblepot (Robin Lord Taylor), uno de los hombres de Fish, como espía. Falcone también se enamora de una joven llamada Liza (Makenzie Leigh) que trabaja en secreto para Mooney. Más tarde estrangula a Liza hasta la muerte cuando descubre dónde está su lealtad. Como castigo por su traición, encarcela a Mooney y le da el control de su club nocturno y los restos de su banda a Cobblepot.[13] Decidido a gobernar Gotham él mismo, Cobblepot instiga una guerra territorial entre Falcone y Maroni.[14] En el final de temporada, "Todas las familias felices son iguales", Falcone es herido por los hombres de Maroni y Cobblepot y su ejecutor Butch Gilzean (Drew Powell) ir al hospital para acabar con él. Sin embargo, Gordon frustra el intento de asesinato y lleva a Falcone, Cobblepot y Gilzean a la casa de seguridad de Falcone, donde Mooney y Maroni están esperando, habiendo formado una alianza. Durante la reunión, Mooney traiciona a Maroni disparándole en la cabeza, lo que lleva a una pelea entre los hombres de Maroni y la pandilla de Mooney. Mientras los criminales están distraídos, Gordon, Bullock y Falcone logran escapar de regreso al apartamento de Gordon. Falcone anuncia su intención de retirarse y dejar Gotham, y le da a Gordon un cuchillo que le dio el padre de Gordon.[15] En la segunda temporada, Falcone sale de su retiro para ayudar a Gordon a escapar de la Penitenciaría de Blackgate, donde había sido encarcelado por un cargo falso. Luego usa sus contactos criminales para sacar a Gordon de Gotham para que pueda limpiar su nombre. En la tercera temporada, el hijo de Falcone, Mario Calvi (James Carpinello) se compromete con la ex de Gordon, la Dra. Leslie Thompkins (Morena Baccarin). Cuando se intenta contra la vida de Mario, Falcone tortura a uno de los asesinos capturados y se entera de que la Corte de los Búhos arregló el golpe. Se reúne con la representante del grupo, Kathryn Monroe, y exige que dejen a Mario en paz, diciendo que el grupo le debe por permitirles usar la propiedad de Indian Hill para sus experimentos. Kathryn oculta un oscuro secreto sobre Mario y afirma que él y los que están de su lado no ganarán contra la Corte de los Búhos si los persiguen en represalia. Después de la boda de su hijo, Gordon se entera de que Mario está infectado con el Tetch.virus y está dispuesto a matar a Leslie. Le dice a Gordon que traiga a su hijo vivo. En "Mad City: Ghosts", Carmine Falcone asiste al funeral de su hijo después de su muerte a manos de Gordon. En una charla con Leslie Thompkins, Carmine le dice a Leslie que le deje llevar la carga de la pérdida de Mario como lo había hecho con otras cargas. Esto lleva a Carmine Falcone a ordenarle a Victor Zsasz, quien todavía es leal a él, que le dé un golpe a Gordon. Después de visitar al capitán Nathaniel Barnes de GCPD en Arkham Asylum, Leslie le dice a Carmine Falcone que cancele el golpe, ya que Mario habría actuado de la misma manera que lo hizo su ex. Carmine comenta que sabe que Leslie todavía ama a Gordon. Cuando Zsasz dispara al apartamento de Gordon, Carmine llega y le dice que el golpe ha sido cancelado. Después de que Gordon se disculpa con él por haber matado a Mario, Carmine responde: "Si fuera por mí, estarías muerto" antes de irse. Gordon luego se enfrenta a Carmine creyendo que ordenó un golpe a su padre. Carmine revela que fue el tío de Gordon, Frank Gordon, quien lo hizo en nombre de la Corte de los Búhos. En la cuarta temporada, Gordon se dirige a la casa de retiro de Carmine en Miami para solicitar su ayuda para sacar a Pingüino del poder, pero Carmine se niega ya que se está muriendo de una enfermedad terminal. La hija de Carmine, Sofia, sigue a Gordon de regreso a Gotham, donde lo ayuda a derribar a Pingüino. Cuando una guerra de pandillas amenaza con estallar sin un jefe que mantenga la paz, Carmine regresa a Gotham después de ser contactada por Pingüino y planea llevar a Sofia a casa para protegerla. Antes de que pueda, Carmine es asesinado a tiros por unos asesinos, a quienes Sofia contrató para afirmar su control del inframundo de la ciudad. Más tarde, Sofia recibe un disparo en la cabeza y Leslie la deja en coma cuando persigue a Gordon. Con Carmine y Mario muertos, Sofia discapacitada y un nuevo criminal llamado Jeremiah Valeska convirtiéndose en el nuevo jefe de Gotham, parece que la familia criminal Falcone ha llegado a su fin.
- Carmine Falcone aparece en el episodio "Time Share" de Justice League Action, con la voz de Jason J. Lewis.[16] Chronos, Batman y Blue Beetle se remontan en el tiempo a la primera pelea de Batman contra Carmine Falcone y sus hombres, que también fue su primer caso como el Caballero de la Noche. Chronos logra avisar a Falcone, lo que hace que él y sus hombres embosquen a Batman. Batman y Blue Beetle impiden que Chronos altere el resultado y mata a Batman mientras secretamente ayudan al Batman pasado a atrapar a Carmine Falcone, manteniéndose invisibles para evitar cambiar el futuro. Carmine Falcone y sus hombres son finalmente arrestados por la policía, preservando el flujo del tiempo.

### Películas
- Carmine Falcone apareció en la película Batman Begins, interpretado por Tom Wilkinson. En la película, Falcone prácticamente controla Gotham City, llenándola de drogas y crimen. Está por encima de la ley, ya que le paga a la mayoría de los políticos, jueces y policías, incluyendo al compañero de James Gordon, el detective Flass. Manda matar a Joe Chill, el hombre que mató a los padres de Bruce Wayne, porque amenazó con atestiguar en contra de él, quitándole a Wayne la oportunidad de vengarse. Wayne lo confronta, pero Falcone lo consideró solo una molestia y lo mandó golpear. Años más tarde, Falcone entra en negociaciones con El Espantapájaros y Ra's Al Ghul para contrabandear una toxina que libera los peores miedos de las personas en conejos de juguete. Como recompensa, El Espantapájaros, que como el Dr. Jonathan Crane dirige el Manicomio Arkham, diagnostica a los secuaces de Falcone de demencia cuando los arrestaron, para que no los encarcelaran en la prisión. Wayne, que para ese entonces se ha convertido ya en Batman, descubre y previene el plan y deja inconsciente a Falcone, dejándolo amarrado a un proyector para que la policía lo encuentre. La figura del mafioso, cubierto por un abrigo desgarrado, proyecta una figura de murciélago en el cielo; este imprevisto aviso evolucionaría entonces a la Batiseñal. Los policías encuentran a Falcone amarrado en el proyector y lo encarcelan en prisión. Mientras estaba en prisión, Falcone trata de obligar a Crane a que le diagnosticara demencia para poder salir de ahí y así no atestiguar contra el y R'as Al Ghul, además Falcone amenaza hacer frente a Ra's Al Ghul quien se dirigía a Gotham. Crane, en vez de eso, lo impregna con un gas que contiene la toxina del miedo y se pone la grotesca máscara de Espantapájaros que usa en sus experimentos con los internados del manicomio, aterrando a su antiguo compañero del crimen y dejándolo en un estado permanente de psicosis. Entonces lo transfieren permanentemente a Arkham. No logró escapar del manicomio durante la fuga, aunque Victor Zsasz y el Espantapájaros si lograron escapar.
- Carmine Falcone es mencionado en la película The Dark Knight por Harvey Dent cuando Sal Maroni lo sustituye como nuevo jefe de la mafia de Gotham.
- Carmine Falcone aparece en Batman: Year One con la voz de Alex Rocco.[17] Se le ve por primera vez organizando una cena con los políticos corruptos de Gotham City y sus compañeros jefes del crimen, que Batman se estrella para anunciar su presencia en el inframundo criminal. Más tarde, Batman atrapa a Falcone, lo desnuda y lo ata a su cama después de tirar su auto al río. Cuando Falcone hace planes para deshacerse del teniente James Gordon por investigar sus actividades delictivas, Batman y Catwoman interrumpen su reunión, quienes derrotan a los guardaespaldas de Falcone y lo entregan a la policía. Mientras se recupera en el hospital, Carmine ordena a un mafioso llamado Johnny Viti que mate a Barbara Eileen-Gordon y James Gordon Jr. Flass ha llegado a un acuerdo con sus fiscales para testificar contra Falcone.
- Carmine Falcone aparececió en The Batman interpretado por John Turturro.[18]

### Videojuegos
- Tom Wilkinson repite su papel de Carmine Falcone en la versión de videojuego de 2005 de Batman Begins. En el juego, Batman sabotea la operación de contrabando de drogas de Falcone en los muelles de Gotham para mostrarle que ahora hay algo en las calles peor que su imperio criminal, antes de usar una grúa para levantar el auto de Falcone en el aire (con Falcone adentro) para capturar él y lo dejó para la policía. Un nivel posterior tiene a Batman infiltrándose en un edificio utilizado por la familia criminal de Falcone como fachada para vender bienes robados y de contrabando.
- La familia criminal de Carmine Falcone aparece en DC Universe Online. En la campaña de villanos, Killer Croc menciona que ha sido contratado por los Falcones para acabar con las operaciones de narcotráfico de su competidor Bane. Algunos de los Falcones se ven en una escena con Pingüino en el Iceberg Lounge donde hace planes para aprovechar la guerra de pandillas en curso en Gotham.
- La familia criminal Falcone (específicamente Carmine) se menciona varias veces en Batman: Arkham City. El escaneo de varios elementos relacionados con las familias Falcone y Maroni ofrece historias sobre ellos. La exposición revela que los Falcones ganaron la guerra con la familia Maroni al ofrecer primero parlamentar con ellos en una reunión en su restaurante, solo para que hombres armados dispararan contra el edificio. Los pocos supervivientes huyeron a Bludhaven, dejando a los Falcones a cargo del inframundo de Gotham. Una de las cintas de la entrevista de Hugo Strange revela que la familia Falcone le dio al hombre que se convertiría en el traje de Joker, Red Hood que usó durante su fatídico primer encuentro con Batman. Otra cinta revela que Harvey Dent, durante su tiempo como fiscal de distrito, procesó a un soldado de la familia Falcone que lo marcó con ácido, convirtiéndolo en Dos Caras. Se puede encontrar un bote mientras se busca en Amusement Mile, que contiene una factura de una compañía naviera propiedad de Falcone para el Dr. J. Crane, que dice que ha llegado el primero de quince envíos de "Insectos vivos para fines médicos". Si el jugador visita Calendar Man como Catwoman, insinúa que Carmine es su padre.
- La familia criminal Falcone (específicamente Carmine) también se menciona algunas veces en Batman: Arkham Origins. Una de las cintas de extorsión de Edward Nygma, específicamente sobre Alberto Falcone, revela que Máscara Negra y Carmine Falcone eran viejos conocidos. Además, se revela a través del diálogo que Carmine Falcone se vio obligado a renunciar a su participación en el contrabando de armas después de que Oswald Cobblepot secuestrara y torturara a Alberto como advertencia. También se dio a entender que Carmine habría sido notificado por la psicóloga Harleen Quinzel sobre cualquier problema psicológico potencialmente no tratado con respecto a Alberto como una amenaza para asegurar que Alberto continuara con las sesiones de terapia de Hugo Strange.
- Carmine Falcone aparece en el juego móvil Batman: Arkham Underworld, con la voz de Jon Polito. Aunque no aparece físicamente, Falcone menciona que está bajo presión del fiscal de distrito recién elegido Harvey Dent y ocasionalmente aparecerá después de misiones completadas (específicamente aquellas que involucran atacar sus negocios para construir el propio imperio criminal del jugador) para expresar su admiración. del "moxie" del jugador o dar amenazas veladas advirtiéndole que retroceda.
- Carmine Falcone aparece en Batman: The Telltale Series, con la voz de Richard McGonagle. Se muestra que es parte de una camarilla que incluye al alcalde Hamilton Hill, Thomas Wayne y Martha Wayne. Actuando como el músculo del grupo, Falcone toma el control total del inframundo criminal de la ciudad poco después del asesinato de los Waynes. Apareciendo por primera vez durante una recaudación de fondos para la campaña de alcalde de Harvey Dent en la Mansión Wayne, Falcone se encuentra con Bruce e intenta construir una sociedad con él para mantener a Dent bajo control, alternando entre negociaciones tranquilas y amenazas antes de finalmente rendirse y marcharse. Como Batman, Bruce se mueve para derribar a Falcone al asaltar su ático y someter a sus hombres, antes de interrogar al propio Falcone sobre un tiroteo cerca de los muelles. Si bien Falcone admite la propiedad del edificio en el que tuvo lugar y los agentes químicos almacenados allí, niega tener algo que ver con el tiroteo y dice que alguien más lo está manipulando. También confirma las acusaciones recientes hechas contra la familia Wayne antes de que Batman lo deje para ser arrestado por el GCPD o administre una paliza salvaje a la vista de la policía. Falcone es detenido, y el GCPD recibe suficientes pruebas sobre su imperio criminal para encerrarlo de por vida. Bruce lo visita en el hospital, quien desea saber si tuvo algo que ver con el asesinato de sus padres. Falcone admite que Joe Chill era uno de sus sicarios, pero niega haber ordenado un ataque contra los Waynes, alegando que los consideraba a ellos y a la familia Bruce. La sargento de GCPD Renée Montoya irrumpe y lo mata a tiros antes de que pueda revelar al verdadero culpable. Más tarde se revela que su muerte fue organizada por los Hijos de Arkham.